# André Marchal (historien de l'art)
 (décembre 2019).
Pour les articles homonymes, voir André Marchal (homonymie) et Marchal.
André Marchal , né le 23 septembre 1923 à Chaumont (Hompré) et mort le 20 juillet 1989 , est un historien de l'art et muséologue belge.

## Biographie
Au début des années 1940, ce jeune ardennais entreprend des études d’Histoire de l’art et d’Archéologie à l’université de Liège, se passionnant tout particulièrement pour la préhistoire. En 1949, ses études se concluent par une thèse de doctorat sous la direction de Georges Dossin,.
Après ses années de formation universitaire, il commence à travailler au journal La Meuse dont il devient le critique d’art sous le pseudonyme « André Marc ». Tout en suivant les précieux conseils du critique d’art Charles Bernard, il met ainsi sa formation scientifique au service du journalisme. Par la suite, il intègre l’Administration du Patrimoine culturel (Ministère de la Culture) en qualité d’inspecteur des musées. Encouragé par Jean Remiche, administrateur général, il s’emploie à la création et à la réorganisation de nombreux musées wallons. En 1969, il est nommé membre effectif de la Commission royale des monuments et des sites,.
André Marchal s’implique également dans la vie de son Alma Mater, l’Université de Liège. À la suite de la création d’un cours de muséologie, André Marchal commence à enseigner dans cette institution en tant que suppléant de Lucie Ninane dès 1976. Toutefois, il n’est nommé chargé de cours à temps partiel que quelques années plus tard en 1983. Par la suite, il s’applique notamment à créer un cours libre de muséographie,. Ce dernier cours libre, davantage axé sur la pratique, permettait aux élèves d’acquérir une certaine expérience en matière d’aménagement des musées. À côté de l’histoire des musées, il développe des chapitres sur l’exposition et sur la conservation. Il est ainsi une des figures de la muséologie à l'université de Liège.
Sa carrière professionnelle se termine en 1988 lorsqu’il prend sa retraite comme conseiller scientifique au Ministère de la Communauté française (23 septembre 1988) et comme chargé de cours à l’université de Liège (1er octobre 1988).
Parallèlement à cette carrière professionnelle bien remplie, il s’est également investi dans plusieurs initiatives. Ainsi, il s’engage dans la création et le développement du Musée en plein air du Sart Tilman. Après le départ à la retraite de Jacques Stiennon en 1983, il accepte la direction des collections artistiques de l’université de Liège. En outre, il s’implique aussi dans la vie de la section d’Histoire de l’art et de l’Archéologie de l’université de Liège en intégrant l’A.S.B.L. Art&Fact comme administrateur-délégué,. Cette association d’historiens de l’art, créée en 1981 et toujours en activité, a actuellement pour objectif de promouvoir l’art et le patrimoine en organisant des visites guidées, des voyages et des stages. Cette association publie également une revue depuis 1982 - Art&Fact - et André Marchal a présenté dans son premier numéro le but de cette revue : la diffusion d’articles scientifiques liégeois et un bulletin d’informations sur la vie de la section.

## André Marchal et la muséologie
Comme précisé dans sa biographie, André Marchal s’est largement impliqué dans le monde muséal wallon. Employé au sein du Ministère de la Culture, il ne s’est pas limité à un travail administratif de bureau. Au contraire, il s’est efforcé de parcourir la Wallonie et Bruxelles afin de redynamiser et renouveler l’univers muséal francophone. En s’inspirant de l’évolution récente de la muséologie défendue par Georges-Henri Rivière (directeur du Musée national des Arts et Traditions populaires à Paris), il participe à la rénovation des musées belges francophones. Son implication se remarque dans de nombreux musées wallons : le Musée de la Vie wallonne, le Musée ducal à Bouillon, au Musée archéologique luxembourgeois (devenu le Musée archéologique d'Arlon), au Musée de la Tannerie à Stavelot, au Musée du Fer à Saint-Hubert. En 1986, il crée le Musée de la Préhistoire, devenu depuis lors le Préhistomuseum (Ramioul). En réalité, ce « style Marchal » a marqué toute une génération de musées et de conservateurs selon son successeur André Gob.